# Helmuth Reinwein

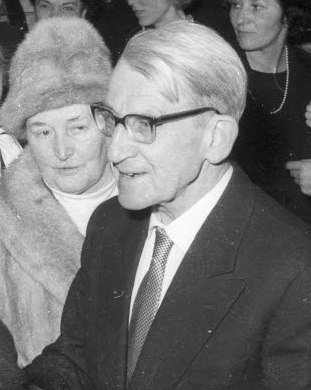
Helmuth Reinwein bei einer Feierstunde anlässlich seines 70. Geburtstags (1965)

Helmuth Heinrich Paul Ludwig August Reinwein (* 22. Februar 1895 in Dudendorf; † 17. November 1966 in Gauting) war ein deutscher Internist und Hochschullehrer.

## Leben
Helmuth Reinwein war der Sohn des Landmanns Helmuth Reinwein und dessen Ehefrau Emma, geborene Levermann. Nach dem am Realgymnasium Rostock abgelegten Abitur begann er im Sommersemester 1914 an der Universität Rostock ein Medizinstudium, das er nach dem Ausbruch des Ersten Weltkrieges wegen Kriegsdienst unterbrach. Er geriet in russische Gefangenschaft. Nach seiner Entlassung aus der Kriegsgefangenschaft nahm er sein Medizinstudium wieder auf und besuchte die Universitäten Rostock, Königsberg und Würzburg. Nach Studienende wurde er 1923 in Rostock zum Dr. med. promoviert. Danach wirkte er für jeweils etwa ein Jahr als wissenschaftlicher Assistent an den Universitäten Rostock, Heidelberg und Würzburg. Er habilitierte sich 1927 in Würzburg, wo er anschließend als Privatdozent und ab 1931 als nebenamtlicher außerordentlicher Professor wirkte. Er war ab 1934 kurzzeitig als Chefarzt der Inneren Abteilung des Henriettenstifts in Hannover tätig. Noch im selben Jahr wurde er auf den Lehrstuhl für Innere Medizin der Universität Gießen berufen, wo er als Direktor auch der Universitätsklinik vorstand.
Nach der Machtübernahme durch die Nationalsozialisten trat er 1933 der SA bei. Am 29. Oktober 1937 beantragte er die Aufnahme in die NSDAP und wurde rückwirkend zum 1. Mai desselben Jahres aufgenommen (Mitgliedsnummer 5.575.791). Er gehörte schließlich auch dem NSKK sowie dem NS-Ärztebund an. Zusammen mit Hermann Rein forschte er 1938/39 zum Projekt Höhenflug der Deutschen Forschungsgemeinschaft und widmete sich in der Folge weiteren entsprechenden wehrmedizinischen Forschungsprojekten. Während des Zweiten Weltkrieges war er ab 1941 als beratender Internist beim Armee-Abschnitt Süd-Ost in Rumänien eingesetzt. Er wechselte im April 1942 an die Universität Kiel auf den Lehrstuhl für Innere Medizin. Dort bekleidete er auch den Direktorenposten der medizinischen Universitätsklinik Kiel.
Nach Kriegsende verblieb Reinwein auf seinem Lehrstuhl und wurde 1958/59 Rektor der Universität Kiel. Reinwein war bekannt, dass der leitende Schreibtischtäter der Aktion T4 Werner Heyde unter dem Pseudonym Fritz Sawade untergetaucht war. Nachdem Reinwein die häufig im Nachbarhaus feiernde Landsmannschaft Troglodytia Kiel angezeigt hatte, wurde diese dazu verurteilt zwischen 22 und 6 Uhr nicht mehr zu singen oder zu grölen. Reinwein blieb verärgert über das Urteil, fühlte sich von der Justiz ungerecht behandelt und verweigerte daher seine Lehrtätigkeit. Der Dekan der Medizinischen Fakultät, der sich bemühte Reinwein zu besänftigen, erfuhr in diesem Zusammenhang vom wütenden Reinwein, dass die Justiz sich auch nicht um den sogenannten Dr. Sawade kümmern würde. So kam durch ihn 1959 die Heyde-Sawade-Affäre ins Rollen, infolge derer Heyde aufflog, sich der Justiz stellte und in der Haft suizidierte.
Reinwein wurde 1962 emeritiert. Er war seit 1925 mit Elisabeth, geborene Hefter (1896–1988), verheiratet. Das Paar bekam zwei Kinder, ein Sohn war der Endokrinologe Dankwart Reinwein. Der 1939 geborene Sohn Dietrich Reinwein starb bereits am 26. Oktober 1941 im Kinderkrankenhaus der v. Bodelschwinghschen Anstalten Bethel in Bielefeld-Gadderbaum.

## Schriften (Auswahl)
- Eine neue Methode zur Verfeinerung der Tuberculose-Diagnostik, Universität Rostock, Medizinische Dissertation 1923
- Ueber die Ursachen der Stoffwechselsteigerung nach Eiweißnahrung, Universität Würzburg, Medizinische Habilitationsschrift 1927
- Neuzeitliche Behandlung des Diabetes mellitus, Enke, Stuttgart 1946

## Ehrungen und Ämter

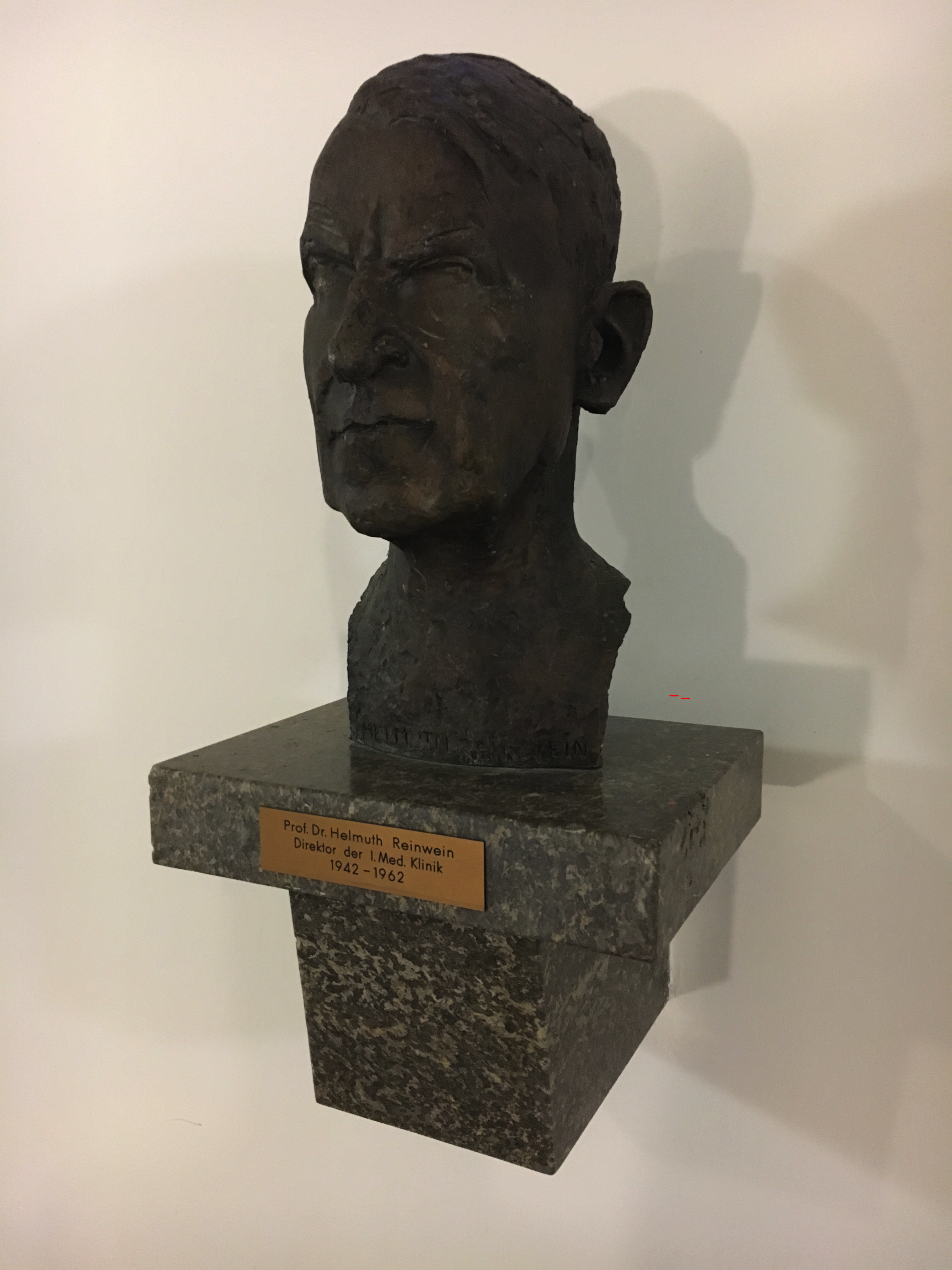
Porträtbüste Helmuth Reinweins im Gebäude der 1. Medizinischen Klinik der Christian-Albrechts-Universität zu Kiel

- Präsident der Deutschen Gesellschaft für Innere Medizin (1957/58)[3]
- Präsident der Deutschen Gesellschaft für Unfallheilkunde (1959–1966)
- Mitglied der Leopoldina, Sektion Innere Medizin (1959)[10]
- Rote Kreuz-Medaille 3. Klasse (zur Zeit des Nationalsozialismus)
- Großes Bundesverdienstkreuz (1962)[3]